# Rhododendron rex
Rhododendron rex är en ljungväxtart. Rhododendron rex ingår i släktet rododendron, och familjen ljungväxter.

## Underarter
Arten delas in i följande underarter:
- R. r. fictolacteum
- R. r. gratum
- R. r. rex